# CODOG

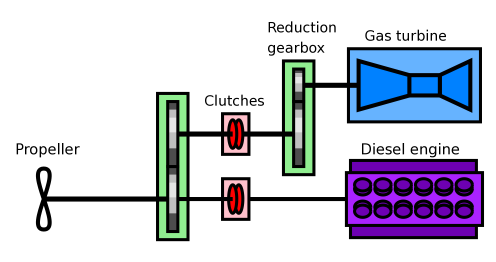
Schéma zapojení systému CODOG

CODOG (anglická zkratka za Combined diesel or gas) je kombinovaný námořní pohonný systém, využívající kombinace dieselmotorů a plynové turbíny. Používá se na lodích, které potřebují značně vyšší maximální rychlost než je jejich cestovní. To je požadováno například u válečných plavidel, jako jsou moderní fregaty a korvety. 
Každá lodní hřídel je spojkou napojena jak na dieselový motor, zajišťující plavbu cestovní rychlostí, tak na plynovou turbínu, dávající lodi velkou rychlost. Oba typy pohonu však nemohou, na rozdíl od koncepce CODAG, běžet současně. Koncepce CODOG je oproti koncepci CODAG konstrukčně jednodušší, ale na druhé straně potřebuje k dosažení stejných rychlostí výkonnější pohonné jednotky.